# Бас-Ален
Бас-Ален (фр. Basse-Allaine) — громада  в Швейцарії в кантоні Юра, округ Порантрюї.

## Географія
Громада розташована на відстані близько 65 км на північний захід від Берна, 25 км на північний захід від Делемона.
Бас-Ален має площу 23 км², з яких на 7,4% дозволяється будівництво (житлове та будівництво доріг), 44% використовуються в сільськогосподарських цілях, 47,7% зайнято лісами, 0,9% не є продуктивними (річки, льодовики або гори).

## Демографія
2019 року в громаді мешкало 1238 осіб (-5,3% порівняно з 2010 роком), іноземців було 9,1%. Густота населення становила 54 осіб/км².
За віковим діапазоном населення розподілялося таким чином: 21,7% — особи молодші 20 років, 53% — особи у віці 20—64 років, 25,3% — особи у віці 65 років та старші. Було 538 помешкань (у середньому 2,3 особи в помешканні).
Із загальної кількості 474 працюючих 149 було зайнятих в первинному секторі, 186 — в обробній промисловості, 139 — в галузі послуг.